# سپاه پلیس نظامی اسرائیل
سپاه پلیس نظامی اسرائیل (انگلیسی: Military Police Corps) پلیس نظامی و معاون رئیس پلیس اسرائیل است. پلیس نظامی در زمان صلح به اداره نیروی انسانی و در زمان جنگ به اداره فناوری و لجستیک خدمت می‌کند.
پلیس نظامی یک تیپ با حدود ۴۵۰۰ نفر است که در حال حاضر توسط سرتیپ آویخای مایبار رهبری می‌شود. این تیپ مسئول وظایف مختلف اجرای قانون، از جمله کمک به فرماندهان نیروهای دفاعی اسرائیل در اجرای نظم و انضباط، امنیت تمام آموزش‌های نظامی، نگهبانی از زندان‌های نظامی، یافتن فراریان از خدمت، بررسی جرایم مرتکب شده توسط سربازان و کمک به استقرار نیروهای دفاعی اسرائیل در ایست‌های بازرسی است.